# موکرا (بلا پالانکا)
موکرا (به صربی: Mokra) یک منطقهٔ مسکونی در صربستان است که در Bela Palanka Municipality واقع شده‌است. موکرا ۳۱۵ نفر جمعیت دارد.